# Kállai Katalin
Almási Miklós

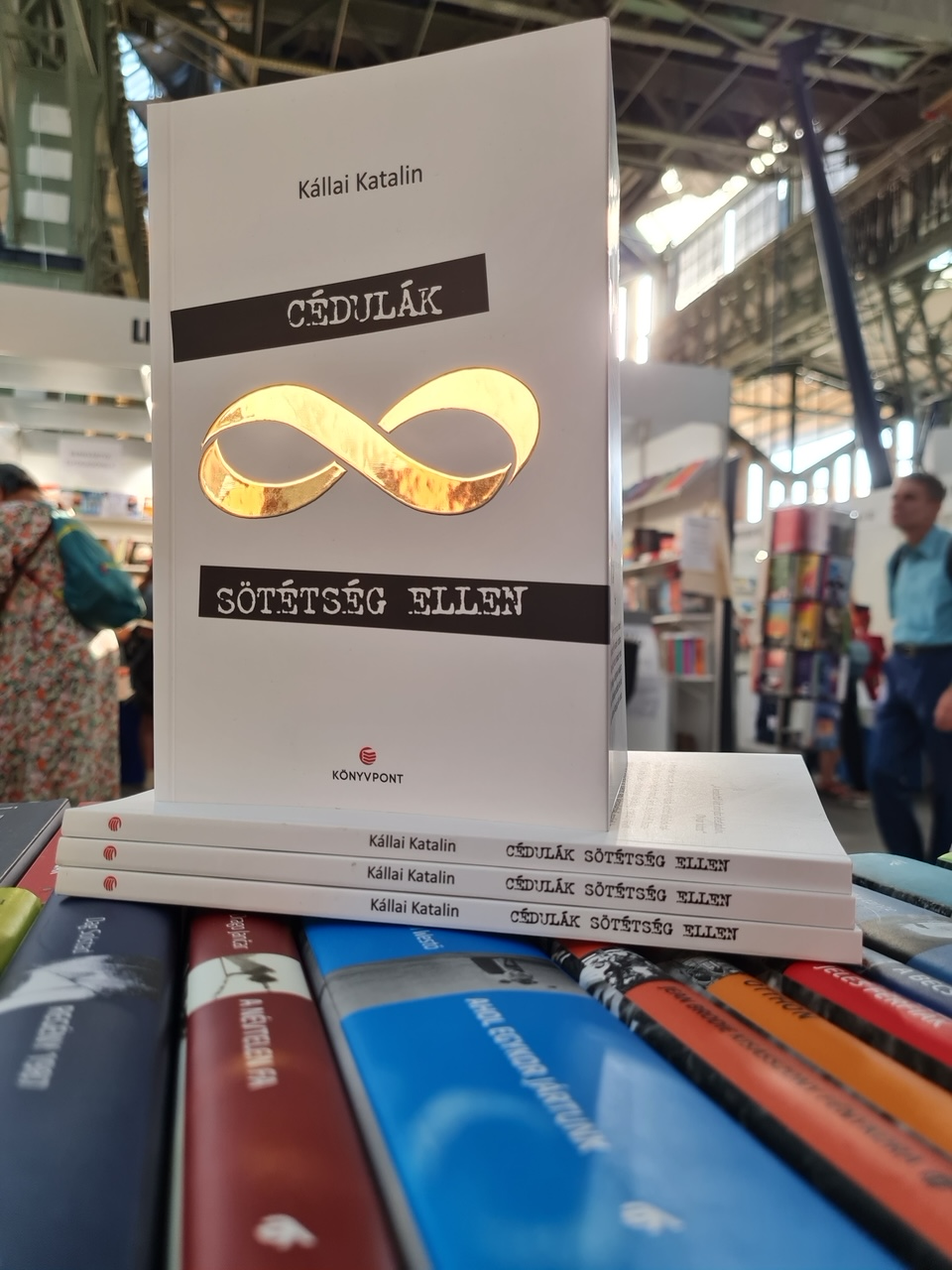
A Cédulák sötétség ellen a 2023-as Budapesti Nemzetközi Könyvfesztiválon

Kállai Katalin (Budapest, 1955. január 11. –) író, költő, műkritikus, galériaalapító, az Új Írás online főszerkesztője.

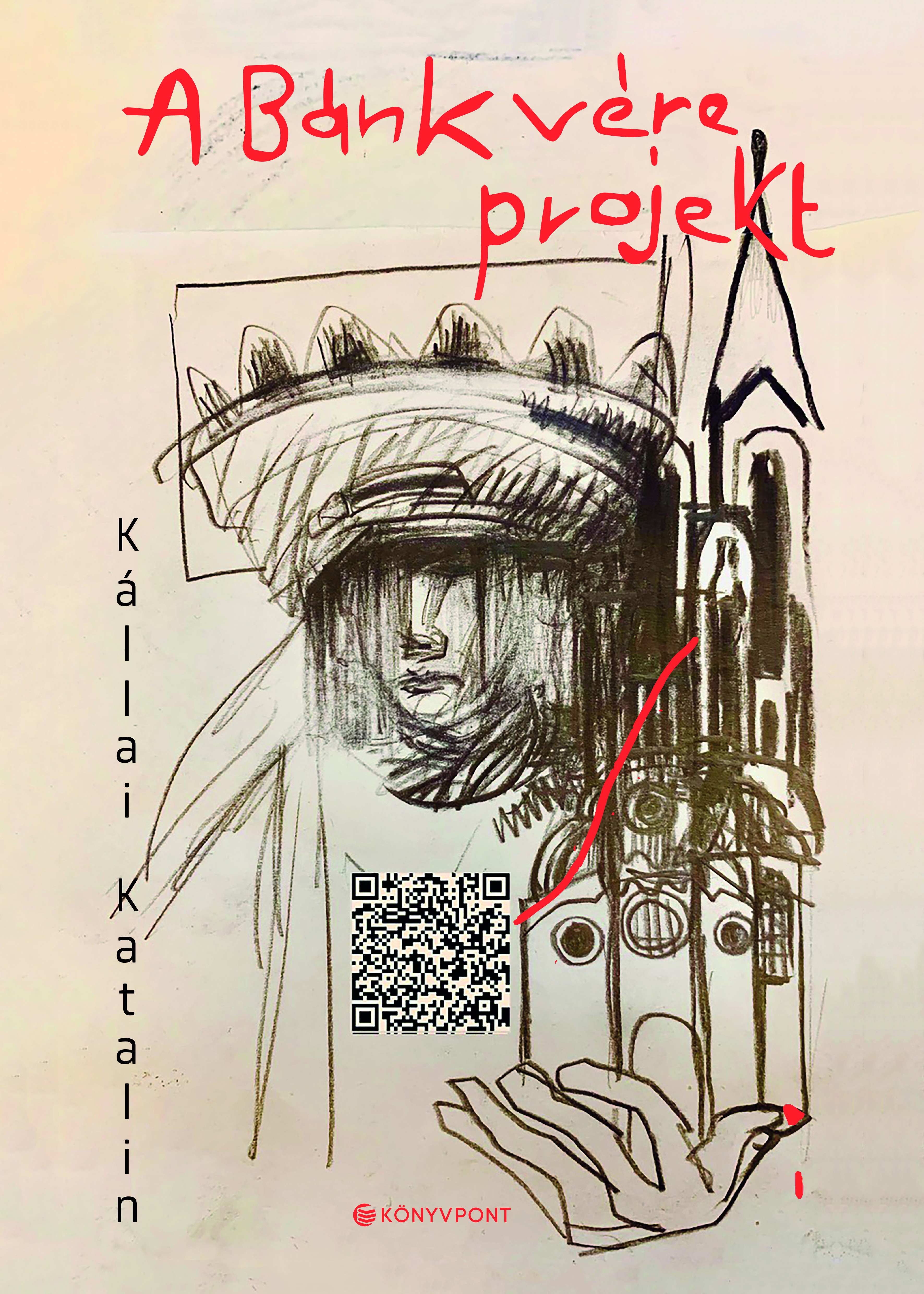
Kállai Katalin: A Bánk vére projekt

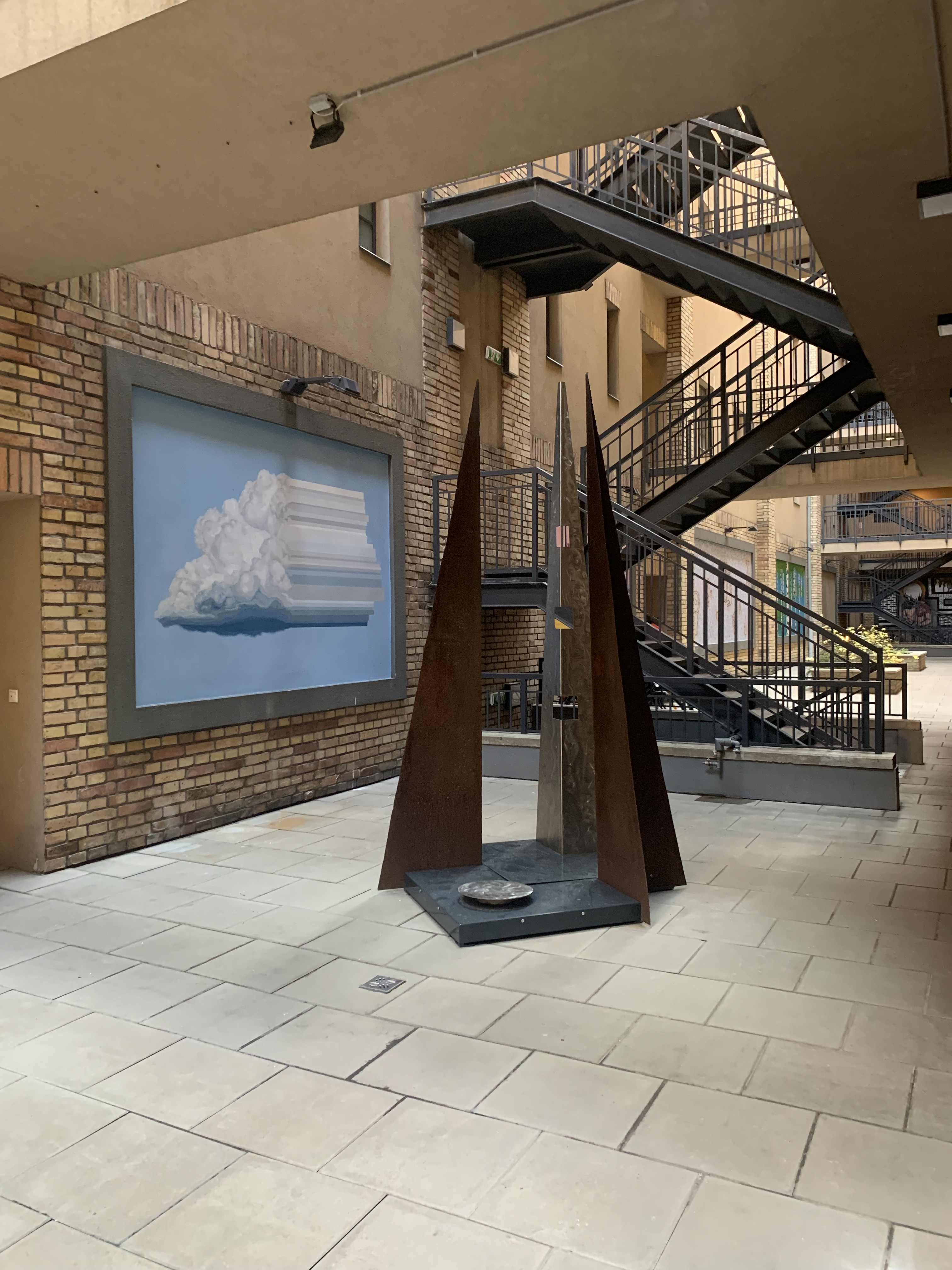
A budapesti Gizella Malom kortárs képzőművészeti galériája 2021. decemberében. Előtérben Péter Ágnes 'Kapu' című szobra, balra Gulyás Andrea Katalin 'Error' című freskója

## Életpályája
Édesapja külkereskedő, édesanyja orvos. Az ELTE Kiss János altábornagy utcai tanítóképzőjében kezdte a tanulmányait, középiskolába a Toldy Ferenc Gimnáziumba járt, majd az ELTE olasz-magyar nyelv- és irodalomszakán szerzett diplomát. Műkritikusi tevékenysége gyakornokként az Esti Hírlap kulturális rovatánál indult. Dolgozik/dolgozott a Színház és a Kritika című folyóiratoknak,  jelentek meg írásai többek között a Criticai Lapok, a Zsöllye, a Könyvvilág, a Vigília, az Ellenfény, a Forrás, a Fidelio.hu, a Színház.hu hasábjain. 1993-tól 2005-ig a Duna Televízió színházi műsorait szerkesztette, köztük egész estés színházi közvetítéseket, portréfilmeket, dokumentumfilmeket.  
Az 'Új Írás online' irodalmi folyóirat főszerkesztője.
Az art7.hu művészeti portál főmunkatársa. 
Szépirodalmi műveit (versek, drámák) a Liget és az Új Írás közli. 
"Írói bátorságát dicsérem, mert olyan témákat feszeget, amibe nincs olyan darabíró, aki belekezdene. Kállai Kati viszont egy kötéltáncos bátorságával belevág…" – írta A békakirálynő című kötetéről Almási Miklós esztéta.
2018-ban, a loft lakásokká alakított történelmi Gizella Malom lakóközösségének a segítségével, Átrium néven kortárs szabadtéri galériát alapított, amely folyamatosan bővül. A tárlat, melynek virtuális változata is elkészült, jelenleg tizenöt falfreskóval és hat köztéri plasztikával büszkélkedhet. A 'Gizi' néven elhíresült galéria kurátora Szurcsik József, alkotói között pedig olyan neves művészeket találunk mint Péter Ágnes és Magyari Balázs Lóránd szobrászművész, valamint  Baksai József, Esse Bánki Ákos, Ferenczy Zsolt, Gulyás Andrea Katalin, Kótai Tamás, Stark Attila, Tettamanti Ádám, Varga Andrea festőművészek.

## Drámái
- 2005 – Apám, Lear (2021, Könyvpont)
- 2009 – A senkik (Kritika 2010/7-8, 2021, KönyvPont)
- 2010 – Lili (2021, art7.hu, 2021, KönyvPont)
- 2013 – A békakirálynő (2021, KönyvPont)
- 2020 – Csőgörény (2021, Liget, 2021, KönyvPont)
- 2022 – Kőidő, vízidő (2022, Új Írás, 2022, KönyvPont)
- 2023 – A Bánk vére projekt (2022, Új Írás, 2023, KönyvPont)
- 2025 – A Klón (2025/5, 2025/6 Új Írás)

## Kötetei
- 1991 – Básti Juli (portrékötet) Múzsák
- 1995  – Veronai címlapsztori (színházesszék) Széphalom
- 2003  – Reggelre jobb lesz, Kim! (naplóregény Kimberly Kness írói néven)  Ant-Ko Kiadó
- 2021  – A békakirálynő (öt színmű) KönyvPont
- 2022  – Kőidő, vízidő (rejtvénydráma) KönyvPont
- 2023 – A Bánk vére projekt (kortárs dráma) KönyvPont
- 2023 – Cédulák sötétség ellen (2023-1955) KönyvPont
- 2024 – Várj, amíg meghalsz (pszichokrimi)

## Díjai
- Arany Sirály, a Duna Televízió Kuratóriumának díja
- A Duna Televízió Nívó-díja A maszk című teljes adásnapért
- A „CanadaHun” 2004-2005-ös drámapályázatának fődíja az „Apám, Lear” című drámáért
- Soros irodalmi ösztöndíj[5]